# Raveniola kopetdaghensis
Raveniola kopetdaghensis is een spinnensoort in de taxonomische indeling van de bruine klapdeurspinnen (Nemesiidae).
Raveniola kopetdaghensis werd in 1984 beschreven door Fet.